# خورخي إسبينوزا
خورخي إسبينوزا (بالإسبانية: Jorge Espinoza)‏ هو لاعب كرة قدم تشيلي، ولد في 11 مارس 1953 في سانتياغو في تشيلي. لعب مع شيكاغو ستينغ وكولو-كولو.